# Rhinanthus glacialis
Rhinanthus glacialis là loài thực vật có hoa thuộc họ Cỏ chổi. Loài này được Personnat miêu tả khoa học đầu tiên.

## Hình ảnh

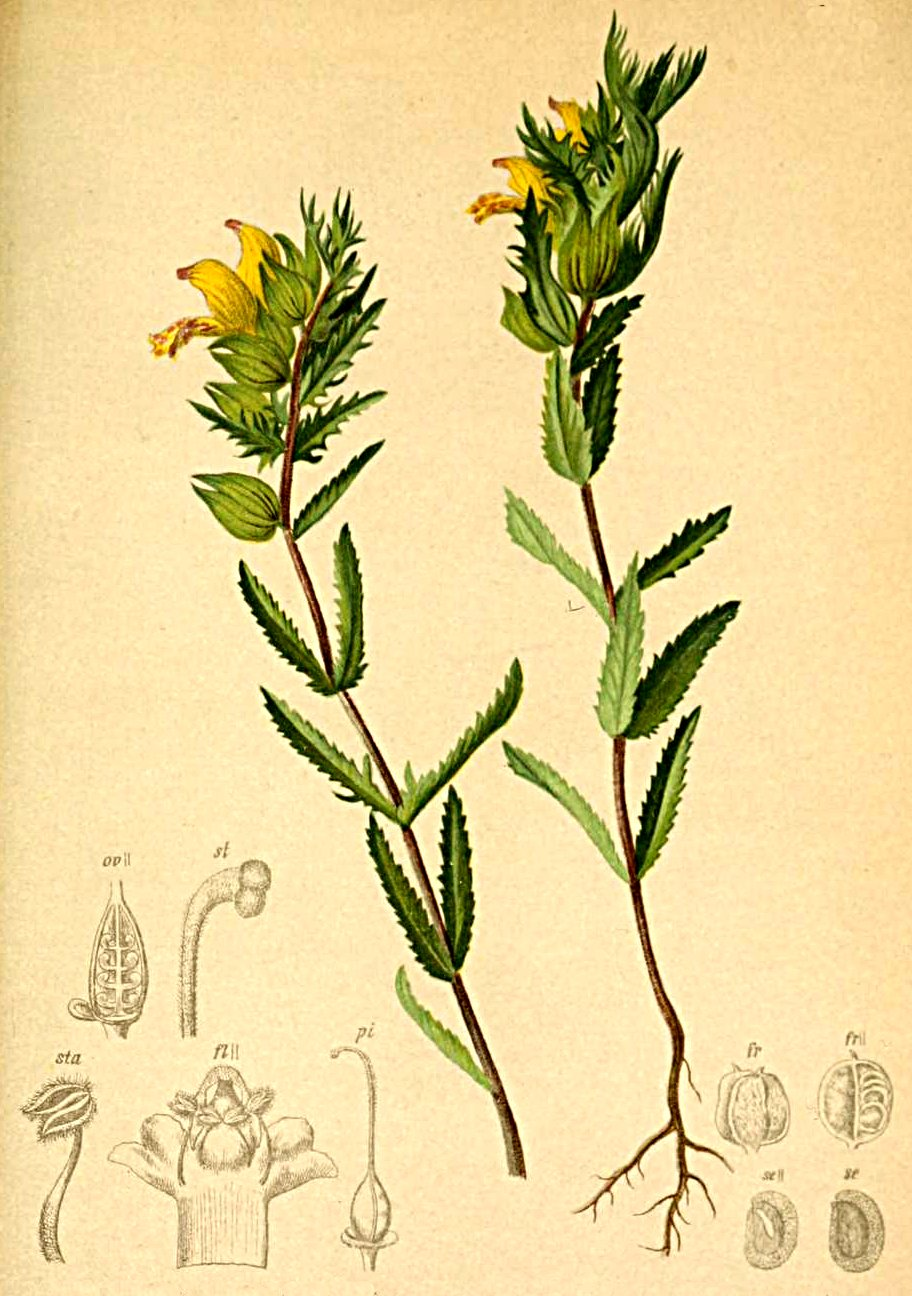
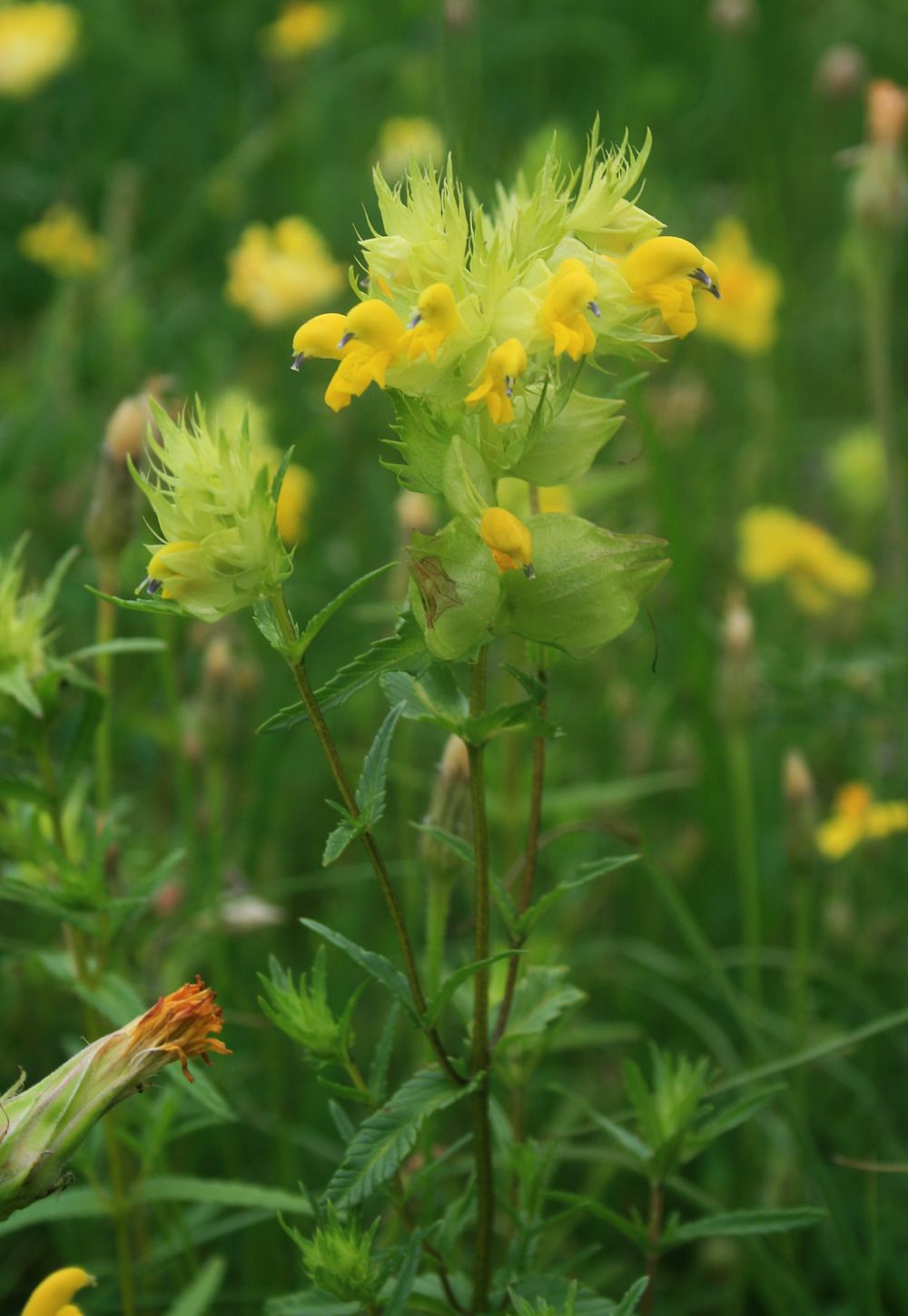
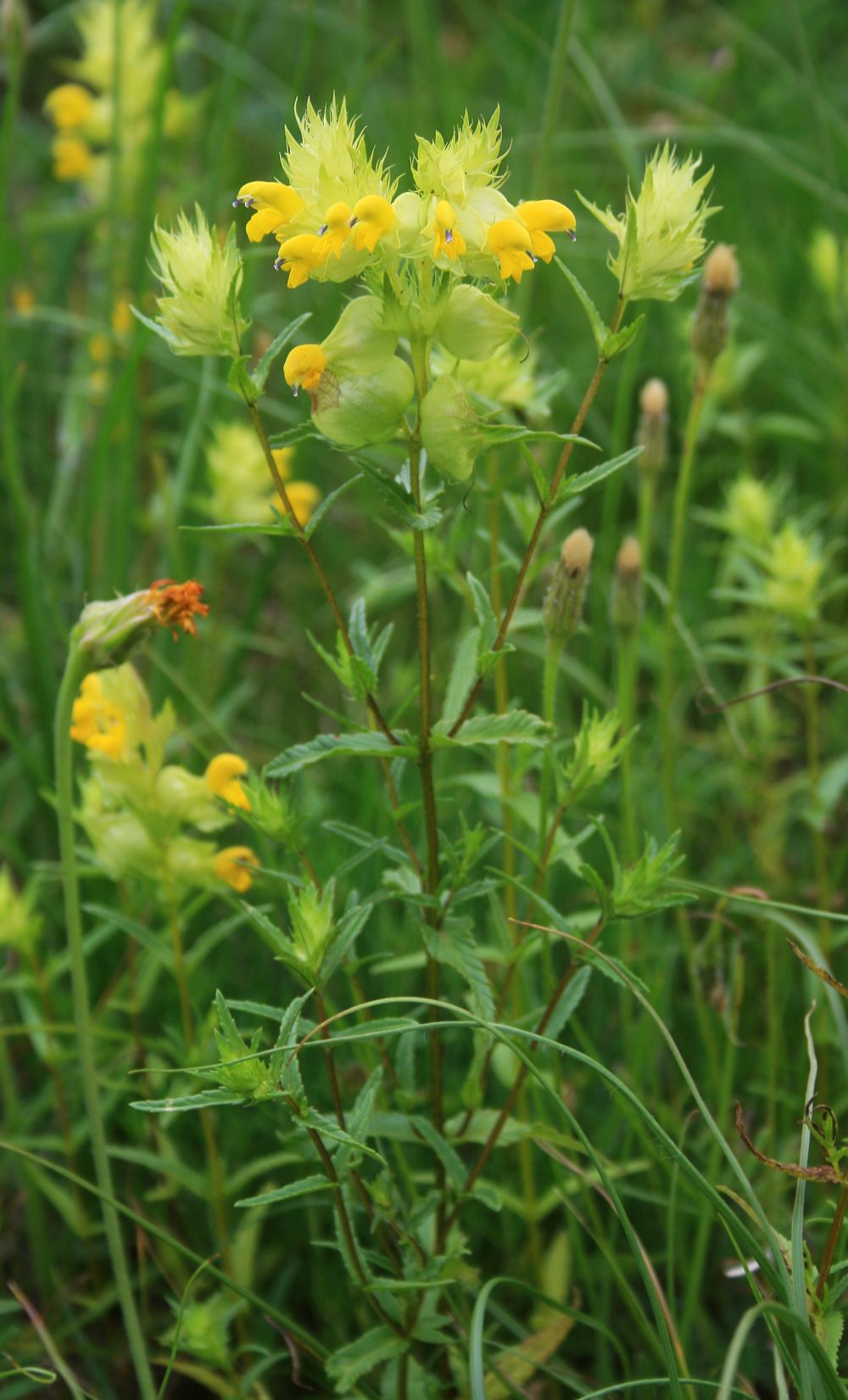
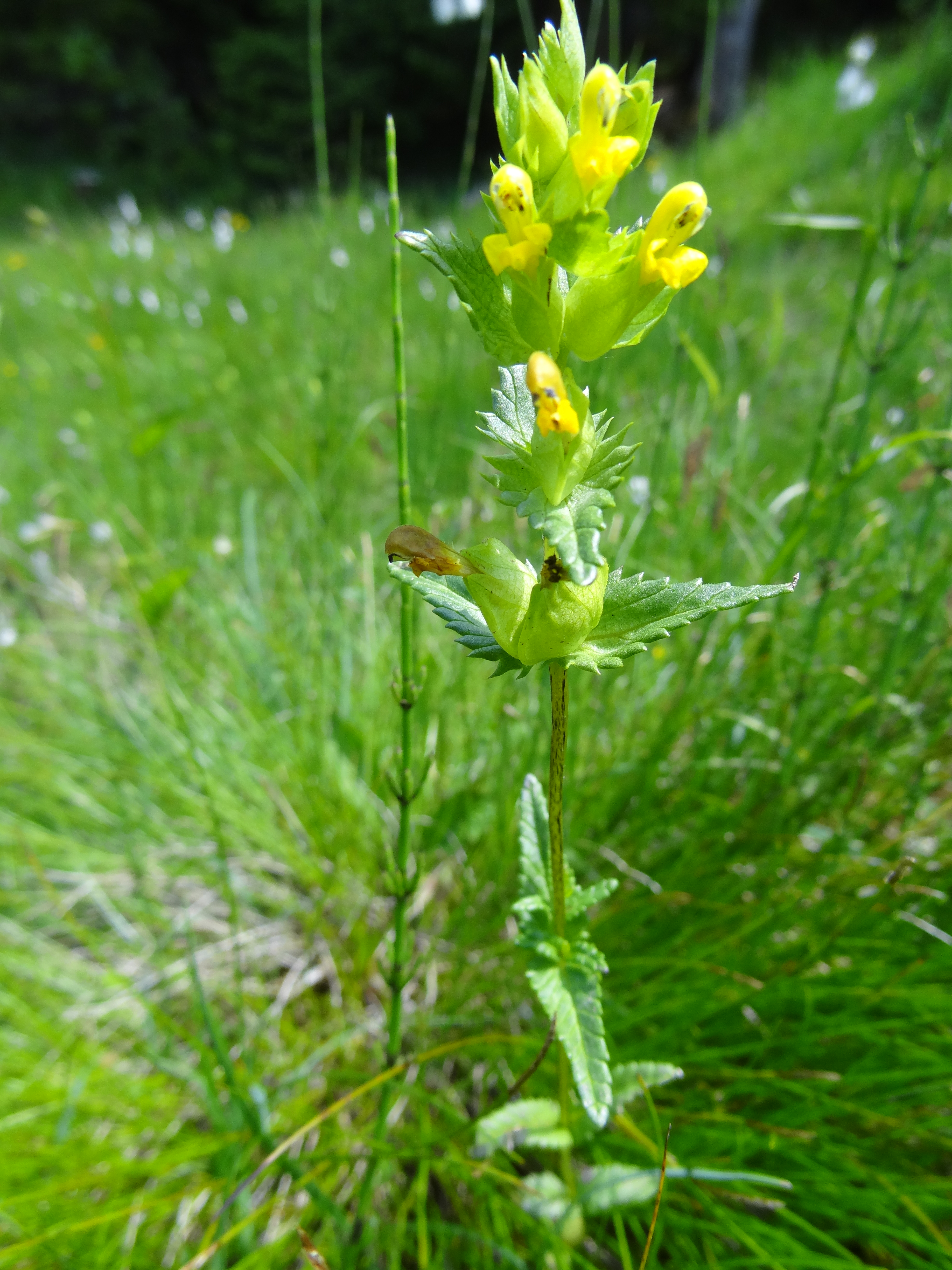